# Bomba M117
La M117 es una bomba de propósito general de las Fuerzas Armadas de los Estados Unidos creada en la época de la guerra de Corea.

## Variantes
M117R
El M117R (R - Retraso) utiliza un conjunto de aletas especiales. Es utilizada para los lanzamientos de baja altitud, el ensamblaje de la cola se abre en cuatro placas que rápidamente ralentizan la bomba y permiten a la aeronave escapar de la explosión.
M117D
El M117D (D - Destructor) es similar a la M117R, pero utiliza un fusible de influencia magnética, que le permite a la bomba funcionar como una mina.  Se detona cuando un objeto pasa cerca de la bomba en donde se dispara la espoleta.
MC-1
El M117 es la base de la MC-1 bomba de la guerra química, que poseía sarin (gas venenoso). El MC-1 nunca fue utilizado por los EE. UU. en el combate y fue eliminado de la reserva de EE. UU. en junio de 2006.